# Småmyrtjärnarna, Västerbotten
Småmyrtjärnarna är en sjö i Skellefteå kommun i Västerbotten och ingår i Jävreån-Åbyälvens kustområde.